# Gyllene vecka (Kina)
En gyllene vecka (kinesiska: 黄金周, pinyin: Huangjinzhou) är i Kina den populära benämningen på tre årligt återkommande veckolånga ledigheter som infördes 1999.
- "Vårfestivalens (det kinesiska nyårets) gyllene vecka" börjar någon gång i januari eller februari (olika varje år).
- "Första majs gyllene vecka" börjar 1 maj.
- "Nationaldagens gyllene vecka" börjar 1 oktober.

Genom att arbeta in tid under helger före eller efter dessa nationella högtider, som tidigare som mest gav tre dagars ledighet, får många kineser tre sammanhängande veckolånga ledigheter. Dessa veckor infördes av den kinesiska regeringen 1999 i samband med Kinas nationaldag som ett sätt att stimulera landets inhemska turism, konsumtion, öka levnadsstandarden och låta människor få en chans att åka på längre resor för att till exempel besöka släkt och vänner. Under de gyllene veckorna så ökar också resande och konsumtion markant.